# Câmpia Transilvaniei

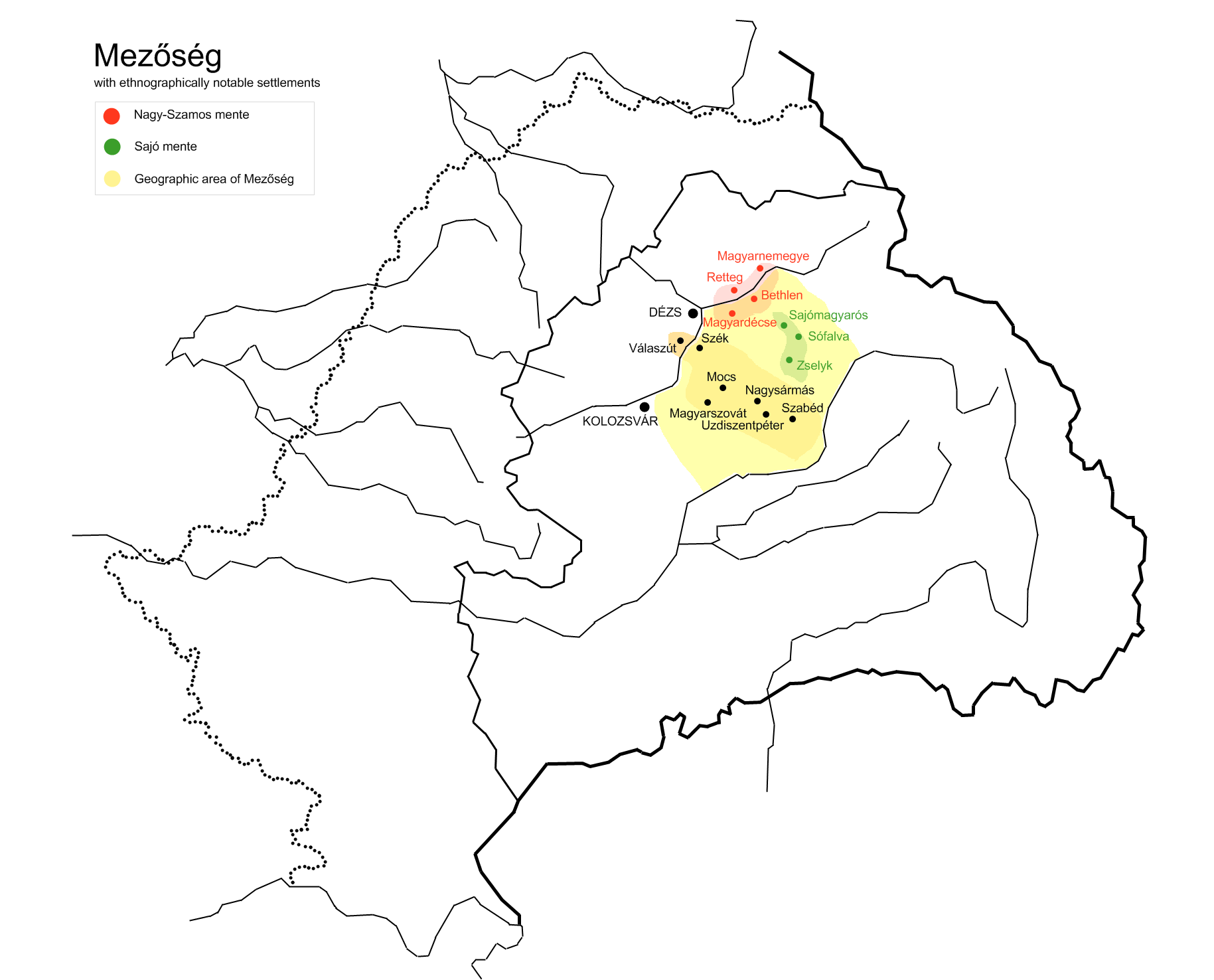
Harta Câmpiei Transilvaniei

Câmpia Transilvaniei este o depresiune aflată în partea nordică a Depresiunii colinare a Transilvaniei, la nord de râul Mureș. Este formată din dealuri scunde cu o înălțime medie de 500  m și văi largi.

## Așezare
Se află dispusă aproximativ între cele două Someșuri (Someșul Mare și Someșul Mic) și Mures, fiind delimitată de Podișul Someșan la nord și de Podișul Târnavelor la sud.

## Relieful
Prezintă un relief colinar, mai puțin împădurit, cu văi largi, mature, cu iazuri în lungul lor și cu versanți supuși alunecărilor de teren. Formațiunile geologice ascund în subsol rezerve foarte mari de sare (aflată în cutele diapire) și de gaz metan (aflat în regiuni boltite, numite domuri gazeifere).

## Soluri
Solul are un substrat argilo-marnos. 
Câmpia avea în trecut o altitudine mai mare, dar substratul s-a prăbușit. În spațiul format s-au revărsat apele lacului Panonic, iar râurile provenite din Munții Carpați au adus aluviuni (sedimente), cum ar fi nisipul, pietrișul și argila, formându-se unitatea de relief ce este în prezent.
Locuitorii se ocupă în special cu creșterea animalelor, cu cultura pomilor fructiferi, a viilor și a cerealelor, cu exploatarea și prelucrarea lemnului pădurii, a gazelor naturale și a petrolului.

## Climă
Etaj climatic de dealuri joase (în Vest) și dealuri înalte (în Est) cu influențe oceanice (atlantice).
Temperaturi medii anuale: 8-10 grade C
Precipitații medii anuale: 550–650 mm/an
Apar aici vânturile de vest, încărcate cu precipitații.